# Cromosoma artificial bacterià
El cromosoma artificial bacterià o BAC (de l'anglès bacterial artificial cromosome) és un vector utilitzat per clonar fragments d'ADN (de 100 a 300 kb de grandària; mitjana de 150 kb) en Escherichia coli, basat en el plasmidi factor-F es troba de manera natural en el bacteri. Tot i que s'empra el terme cromosoma no ho és estrictament parlant, ja que no té ni la mida, ni disposa de centròmer, ni telòmers. Formen part del tipus de vectors de clonació coneguts com a «vectors d'alta capacitat», que inclouen CosMos, BAC, PAC i YAC (cromosoma artificial del llevat), per contraposició amb els plasmidis, vectors derivats de fag lambda, fagèmids i fasmidis, que són de baixa capacitat.
Els BAC són molt utilitzats com a vectors de clonació per a la construcció de genoteques genòmiques, com en el Projecte Genoma Humà. La seva gran utilització es deu a la seva notable capacitat, la seva gran estabilitat i el seu baix percentatge de quimerisme.
Donada la gran mida dels BAC recombinants, les estratègies d'introducció més eficients han estat mitjançant electroporació.
Un BAC típic conté seqüències de:
- Oris: origen de replicació del factor F
- Repetir: control de la replicació del plasmidi
- Per, B, C: control de la replicació
- CMR: cloramfenicol acetil-transferasa (CAT) (gen de resistència a cloramfenicol)
- LacZ ': amb un polylinker en el seu interior. S'usa per a l'assaig d'alfa-complementació.

## Procediment de clonació
1. Es talla el vector amb HindIII per linealtizador.
2. Es desfosforilen els extrems 5 'del vector per evitar autoligació.
3. Es digereix la nostra mostra amb un enzim de restricció (p. ex.: HindIII o compatible). Se seleccionen els fragments segons la seva mida per electroforesi en gel d'agarosa i es purifiquen.
4. Es du a terme la reacció de lligació.
5. Transferència dels vectors a una cèl·lula bacteriana per transformació bacteriana per electroporació.
6. Selecció de les colònies en un medi de cultiu (p. ex.: cloramfenicol i X-gal (són positius els que sobreviuen en cloramfenicol i manquen d'activitat beta-galactosidasa). Els gens de selecció són absents en les cèl·lules no transformades però presents en el BAC.